# 暖包
暖包，又稱暖暖包，暖手器或暖寶寶是置於手中或懷中用以取暖的小型日用品，通常是一次性及小包装的。在世界各地以各种方式使用，包括户外休闲、体力劳动和露宿時取暖。

## 典型產品

### 懷爐

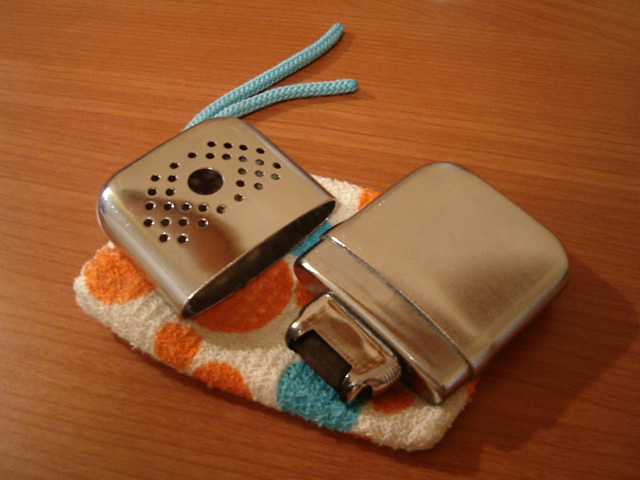
白金觸媒式懷爐

懷爐即便攜式液體燃料暖手爐，通常使用的製作材料有銅、銅合金、鐵、鋅合金等。其核心部件為觸媒，利用觸媒讓燃油氧化的化學原理發熱。每次使用時，用者須自行添加燃料（通常是去漬油或打火機油），在暖手爐的爐頭用打火機或火柴點火加熱，具揮發性的燃料經氣化和氧化後產生熱力，直至所有燃料耗盡。使用時表面溫度約60℃~70℃左右，發熱時間依廠牌不同介於6~22小時，且觸媒亦為消耗品，一般建議1~2年更換一次。過程中排出二氧化碳，亦有機會釋出一氧化碳和輕微燃油氣味。

### 凝膠型
運用凝膠等保溫材料製成。在日本，與湯婆互為替代品，需要置入熱水使之融化。

### 微波加熱式暖包
內含穀物，如紅豆、小麥等的暖包，用前須先以微波爐加熱。由於穀物含水分和澱粉，吸收微波後，可暫時將熱力儲存和慢慢散發出來。

### 電熱型

#### 电池式

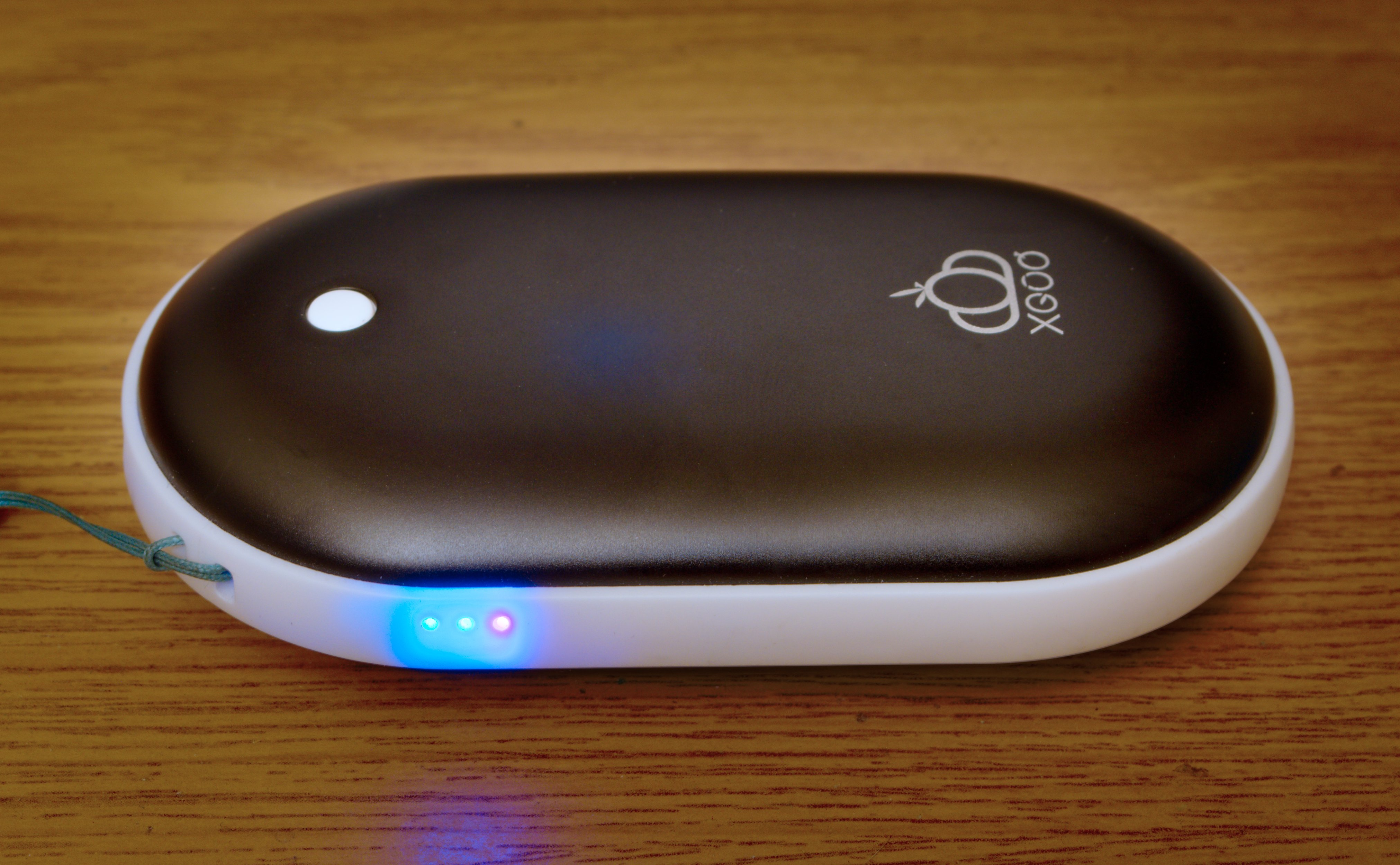
可充电的暖蛋。此设备透過插入USB端口來充电。它还可以通过USB为其他设备充电或供电。

通常為蛋形，稱為暖蛋，暖暖蛋。大多內建充電電池或使用3號電池做為電源。把儲存的電流通過電熱發熱體（一個高電阻的阻抗）產生熱能，並用感溫晶片控制温度。電熱發熱體有採用電熱絲、電熱膜、陶瓷等材料者，但以電熱膜居多。

#### 固体电热宝
又稱為电热饼，電暖餅，是储热式电热暖手器的一種，电流通过电阻丝时发热，通过电阻丝加热保温棉如陶瓷土、玻璃纖維棉等固体储能物质使其升温，並用热敏电阻控制温度。当温度到达一定值时，电阻丝的电阻会急剧增大，形成断路，而停止加热，依靠保温棉散发之前存储的热量來取暖。

#### 液体电热宝
又稱為电热水袋，是储热式电热暖手器的一種，分為电极式、发热丝式和电热管式。類似熱水袋，但使用者无需注水或換水即可使用。通过加热含有电解质的水或油等液体储能物质，使其升温，然后靠液体存储的热量逐渐散热来取暖。

### 扳折式
利用過飽和醋酸鈉結晶時放熱原理製成，通常有多種顏色可以選擇，水煮加熱即可重復使用。

### 拋棄式

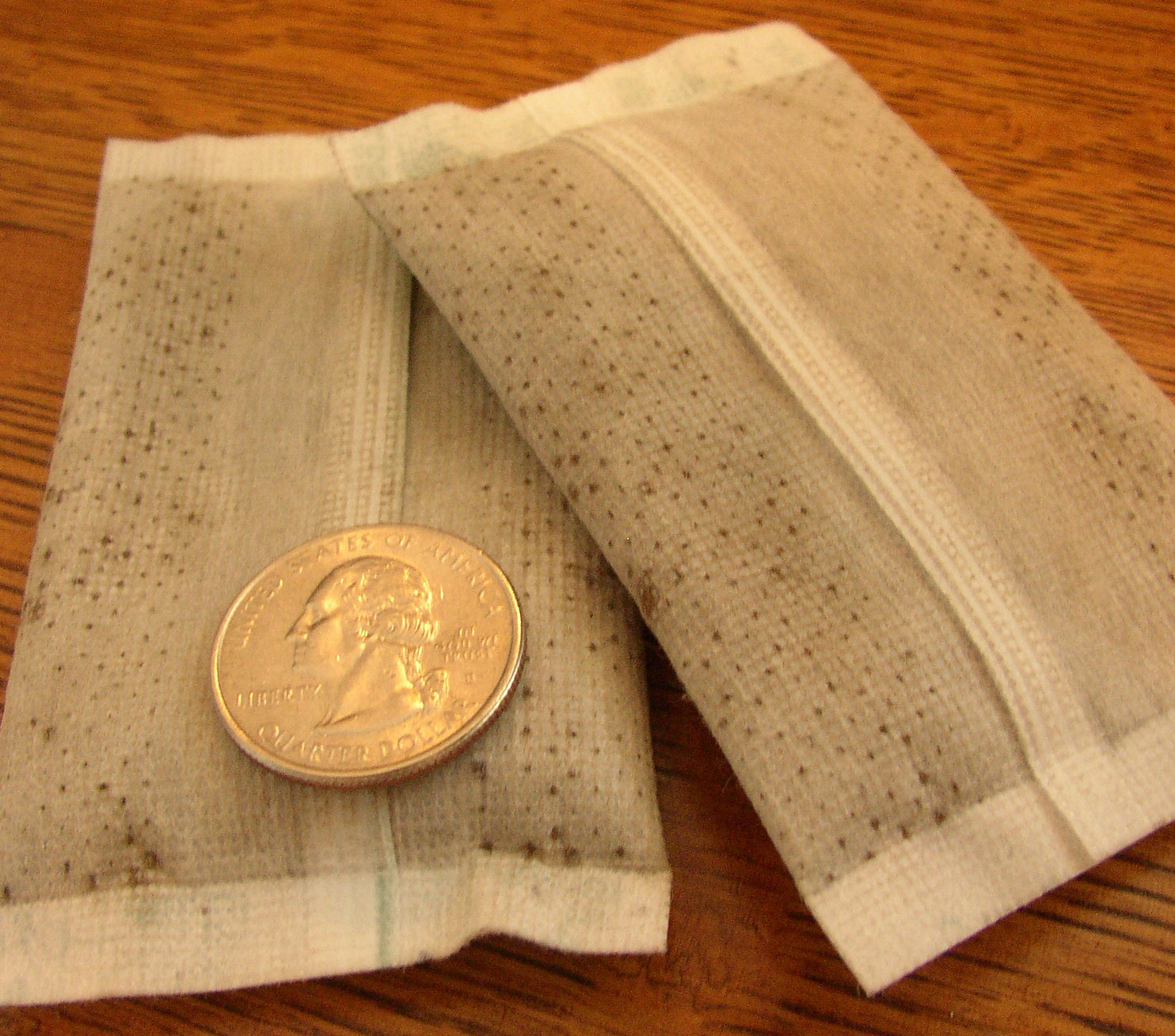
拋棄式暖包

又稱為暖貼，拋棄式暖包利用原电池原理进行发热取暖的工具。通过在材料中形成微小原电池来加快氧化还原反应的速率，将化学能转化为内能。
原理通常是利用铁（化学式：Fe）为负极，碳（化学式：C）为正极材料，氯化钠（化学式：NaCl）和一些含镁和铝元素的盐类作为电解质构成原电池进行氧化还原放热，利用蛭石作为反应的保温材料。
整体由原料层、明胶层、无纺布袋及一个透气的外袋组成，其中无纺布袋采用微孔透气膜制作。使用时去除外袋，空气中的氧气透过无纺布袋上的小孔进入原料层与发生反应。

#### 原电池反应
正极反应式
O2+2H2O+4e-=4OH-
负极反应式
Fe-2e-=Fe2+
总反应式
2Fe+O2+2H2O=2Fe(OH)2

#### 进一步反应
4Fe(OH)2+2H2O+O2=4Fe(OH)3
2Fe(OH)3=Fe2O3·xH2O+(3-x)H2O

## 另見
- 暖爐